# Абу-Халиль, Раби
Раби Абу-Халиль (араб. ربيع أبو خليل‎, род. 17 августа, 1957 в Ливане) — исполнитель на уде, композитор.

## Биография
Раби Абу-Халиль вырос в Бейруте и переехал в Мюнхен во время гражданской войны в Ливане в 1978 году. Живёт в Мюнхене и на юге Франции с женой и двумя детьми.

## Музыка
Абу-Халиль начал учиться игре на уде, аналоге европейской лютни. Обучался в консерватории Бейрута. После переезда в Германию, начал обучаться классической флейте в мюнхенской Музыкальной Академии.
Часто сочетает традиционную арабскую музыку с джазом, роком и классической музыкой, и «стал мировым музыкантом (англ. World musician) за годы до того, как фраза стала лейблом». Вместе с Ануаром Брэхемом смог выдвинуть уд на передний план эклектичного «мирового джаза». Стиль игры Абу-Халиля часто напоминает джазовую гитару. Абу-Халиль — последователь Орнетта Коулмана и Дона Черри. Вместе с тем, на музыку Абу-Халиля оказали влияние Фрэнк Заппа и Бела Барток.

## Дискография
- Compositions & Improvisations (MMP, 1981)
- Bitter Harvest (MMP, 1984)
- Between Dusk And Dawn (MMP, 1987; Enja Records, 1993)
- Bukra (MMP, 1988; Enja Records, 1994)
- Nafas (ECM, 1988)
- Roots & Sprouts (MMP/Enja Records, 1990)
- World Music Orchestra: East West Suite (Granit Records, 1990)
- Al-Jadida (Enja Records, 1990)
- Blue Camel (Enja Records, 1992)
- Tarab (Enja Records, 1992)
- The Sultan’s Picnic (Enja Records, 1994)
- Arabian Waltz (Enja Records, 1996)
- Odd Times (Enja Records, 1997)
- Yara (Enja Records, 1998)
- The Cactus of Knowledge (Enja Records, 2001)
- Il Sospiro (Enja Records, 2002)
- Morton’s foot (Enja Records, 2004)
- Journey to the Centre of an Egg (Enja Records, 2005)
- Songs for Sad Women (Enja Records, 2007)
- Em Portugues (Enja Records, 2008)

### В качестве сессионного музыканта
- Chris Karrer: Dervish Kish (Schneeball/Indigo, 1990/91)
- Michael Riessler: Heloise (Wergo, 1992)
- Charlie Mariano & Friends: Seventy (veraBra records, 1993)
- Glen Moore: Nude Bass Ascending (Intuition, 1996/97)
- Ramesh Shotam: Madras Special (Permission Music, 2002)